# Macedonia (Grecia)
Macedonia (en griego, Μακεδονία, transliterado Makedonía), llamada también Macedonia griega o Macedonia del Sur, es una región de Grecia, situada en el norte del país. Tiene una superficie de 34.177 km² y una población de 2.625.681 habitantes. Tesalónica o Salónica (en griego Θεσσαλονίκη, Thesaloniki, o Σαλονίκη, Saloniki) es la capital histórica de la provincia romana de Macedonia, así como la capital de la región de Macedonia Central y la segunda ciudad más poblada del país. Otras ciudades grandes en la región son Kavala, Serres, Katerini, Véria y Kozani.
Macedonia es la antigua patria de Filipo II, Alejandro Magno y Aristóteles y el corazón del antiguo Imperio helénico.
En recuerdo del reino de Macedonia han quedado muchos sitios antiguos, como el de Vergina, donde se encuentra la tumba de Filipo II; Pella, la ciudad natal de Alejandro Magno; Díon, la ciudad de Filipo a los pies del monte Olimpo y Estagira, la ciudad natal de Aristóteles. En Macedonia se localiza la península Calcídica (en griego Χαλκιδική) con el monte Athos.

## Etimología
Existen tres teorías sobre el origen del nombre «Macedonia». De acuerdo con la mitología griega, Macedón era el nombre del jefe de la tribu que se asentaría en la región y que fundaría el Reino de Macedonia. De acuerdo con Heródoto, los makednoí eran una tribu doria.
El nombre también podría derivar del adjetivo μακεδνός (makednós), que significa "alto", la cual es usada por Homero para designar un árbol en la Odisea y que según el gramático Hesiquio de Alejandría sería una palabra del dórico que significaría "grande" o "pesado". Comúnmente, se cree que tanto los macedonios como sus antecesores makednoí eran considerados como personas de gran estatura.
Una tercera hipótesis sugiere que el nombre makedónes significaría "habitantes de las tierras altas", de acuerdo con un antiguo término del antiguo idioma macedonio, μακι-κεδόνες (maki-kedónes, "del alto planeta"). La World Book Encyclopedia acepta esta teoría, pero basados en el término griego makednós que se referiría a las altas montañas de la zona.

## Geografía
Macedonia se refiere en general a una región de la península balcánica en el norte de Grecia, que abarca entre 34.000 y 35.000 kilómetros cuadrados. Aunque no existe alguna definición oficial por parte de alguna organización internacional o estado, en algunos contextos la región aparece delimitada por los cuencas de los ríos (de poniente a oriente) Haliacmón, Vardar y Estrimón y las llanuras cercanas a Tesalónica y Serrai.

### Municipios y regiones administrativas
La región de Macedonia está formada por una zona autónoma, el monte Athos y tres periferias, divididas en catorce unidades periféricas:
| Mapa de Macedonia | Número | Periferias | Capital    | Área      | Población |
| ----------------- | --- | ---------- | ---------- | --------- | --------- |
|                   | |            |            |           |           |
| Total             | Macedonia Occidental ( Unidades periféricas: )                                                               | Kozani     | 9.451 km²  | 303.857   |           |
| 1                 | Unidad periférica de Kastoriá                                                                                | Kastoriá   | 1.720 km²  | 53.584    |           |
| 2                 | Unidad periférica de Flórina                                                                                 | Flórina    | 1.924 km²  | 55.210    |           |
| 3                 | Unidad periférica de Kozani                                                                                  | Kozani     | 3.516 km²  | 156.807   |           |
| 4                 | Unidad periférica de Grevená                                                                                 | Grevená    | 2.291 km²  | 38.256    |           |
| Total             | Macedonia Central ( Unidades periféricas: )                                                                  | Salónica   | 18.811 km² | 1.931.870 |           |
| 5                 | Unidad periférica de Pella                                                                                   | Édesa      | 2.506 km²  | 148.190   |           |
| 6                 | Unidad periférica de Emacia                                                                                  | Véria      | 1.701 km²  | 144.835   |           |
| 7                 | Unidad periférica de Piería                                                                                  | Katerini   | 1.516 km²  | 134.739   |           |
| 8                 | Unidad periférica de Kilkís                                                                                  | Kilkís     | 2.519 km²  | 91.828    |           |
| 9                 | Unidad periférica de Tesalónica                                                                              | Tesalónica | 3.683 km²  | 1.099.598 |           |
| 10                | Unidad periférica de Calcídica                                                                               | Polígiros  | 2.918 km²  | 109.587   |           |
| 11                | Unidad periférica de Serres                                                                                  | Serres     | 3.968 km²  | 203.093   |           |
| Total             | Macedonia Oriental ( está dividida en 3 unidades periféricas de la Periferia de Macedonia oriental y Tracia) | Kavala     | 5.579 km²  | 254.255   |           |
| 12                | Unidad periférica de Drama                                                                                   | Drama      | 3.468 km²  | 106.371   |           |
| 13                | Unidad periférica de Kavala                                                                                  | Kavala     | 1.775 km²  | 134.119   |           |
| 14                | Unidad periférica de Tasos                                                                                   | Limnia     | 379 km²    | 13.765    |           |
| -                 | Monte Athos (Autónoma)                                                                                       | Karyes     | 336 km²    | 2250      |           |
| Total             | Macedonia | Salónica   | 34.177 km² | 2.492.232 |           |

## Historia
| Reino de Macedonia                              | Provincia romana   |
| Thema bizantino                                 | Dominación otomana |
| ----------------------------------------------- | ------------------ |
| Extensión del territorio histórico de Macedonia |                    |

El "Sol de Vergina", es el símbolo de la dinastía Argéada de Macedonia.

El antiguo Reino de Macedonia, existente principalmente entre los siglos VII a. C. y II a. C., fue el primer Estado que se asentó en la región geográfica homónima. Sus fronteras eran más o menos constantes, aunque todavía no está claro si ciertas zonas de los interiores, como Lincestis, eran parte del reino en sí o eran estados independientes en constante lucha contra los reyes macedonios. Durante el reinado de Filipo II, Macedonia se expandió considerablemente, incluyendo la zona de la península Calcídica y territorios al norte en dirección al río Danubio. Filipo terminó gobernando sobre gran parte de Grecia y su país se expandiría aún más cuando su hijo, Alejandro Magno, lo convirtiera en un imperio que gobernaría sobre gran parte del mundo conocido hasta el momento.
Tras la muerte de Alejandro, Macedonia volvió a ser un pequeño reino tras la división del Imperio en diversos estados. Tras la conquista por parte del Imperio romano en las llamadas guerras macedónicas, el Senado romano estableció la provincia de Macedonia, cuya extensión varió a lo largo de los siglos. Cuando la zona pasó a ser parte del Imperio bizantino, el thema establecido bajo el mismo nombre se ubicó en una zona mucho más al oriente, excluyendo Calcídica e incluso la zona de Tesalónica. Por otro lado, el Imperio otomano que gobernó el territorio hasta el siglo XIX nunca tuvo en dicha zona alguna unidad administrativa en Macedonia bajo ese nombre.

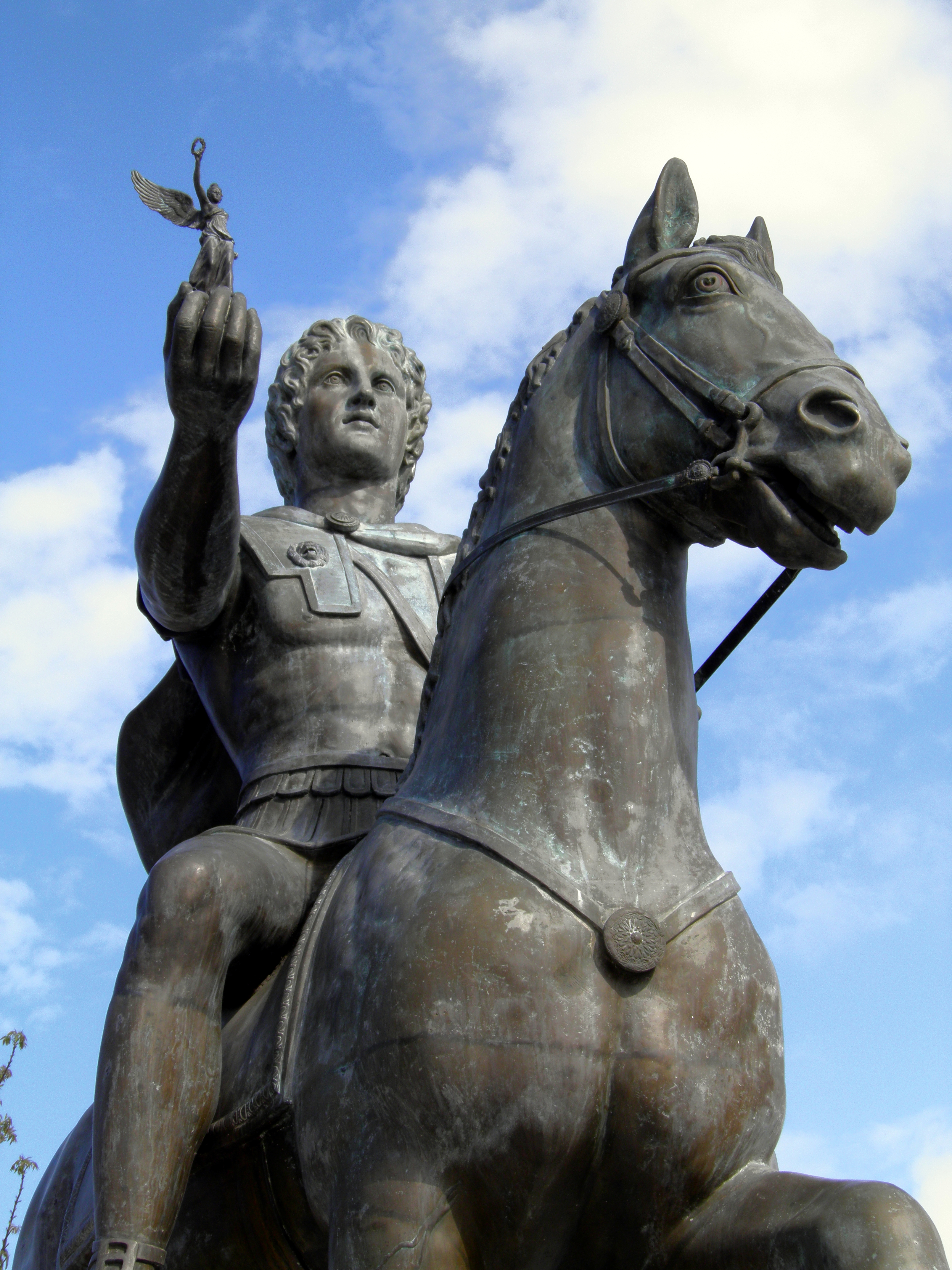
Alejandro Magno, principal ícono de Macedonia. Estatua en bronce portando a la diosa Niké, en la plaza que lleva su nombre, en Pella, Grecia

Las entidades políticas que alguna vez llevaron el nombre «Macedonia» durante la antigüedad son:
- El antiguo Reino de Macedonia, que se extendió en la parte más septentrional de la Antigua Grecia. Limitaba al oeste con el reino de Epiro y al oriente con la región de Tracia, y gran parte de su territorio se encontraría actualmente en Grecia.[17] El primer estado surgió aproximadamente a comienzos del siglo VII a. C. y alcanzó su época de gloria durante el reinado de Alejandro Magno, el cual conquistó gran parte de los territorios del mundo conocido hacia el este hasta su temprana muerte, el 323 a. C. (Período helenístico). El reino se mantuvo en una menor extensión hasta que fue dividida en cuatro repúblicas por Roma, en el 168 a. C.[18]

- Los romanos establecieron dos unidades administrativas con el nombre de «Macedonia», ambas con diferentes características:
  - La provincia de Macedonia fue creada en el 146 a. C. Sus fronteras variaron durante el paso del tiempo, pero en general se extendía hasta llegar al mar Adriático por el poniente. Diocleciano la dividió en Macedonia prima y Macedonia salutaris.
  - La diócesis de Macedonia, organizada aproximadamente en torno al año 300, aunque con certeza recién en el gobierno de Constantino I el Grande. Además de las dos provincias macedonias, se incluyó las de Epirus vetus, Epirus nova, Tesalia, Acaya e incluso Creta, por lo que se incluía a casi toda la Grecia moderna e incluso Albania. La diócesis dejaría de funcionar cuando el Imperio romano perdiera el control de la zona durante el siglo VII.

- El Imperio bizantino organizó en el año 800 el thema de Macedonia, por mandato de la emperatriz Irene. Este territorio se creó como una escisión del thema de Estrimón, incorporando la zona de Adrianópolis, Hebros y parte de la costa del mar de Mármara. Este territorio está mucho más al oriente de donde se localizaba originalmente el reino antiguo macedonio, el cual era parte del thema de Tesalónica. Juan I Tzimisces reemplazó el thema de Macedonia por el ducado de Adrianópolis, en el cual incluyó a gran parte de sus conquistas en Bulgaria.[19]
  - La dinastía macedónica del Imperio bizantino adquirió su nombre debido a su fundador, Basilio I. Según la tradición, Basilio habría nacido en el thema de Macedonia, aunque estudios actuales indicarían que sería de origen armenio.

- Macedonia fue parte del Imperio otomano por más de cinco siglos aunque nunca conformó alguna subdivisión de este. Sin embargo, la región de la Turquía europea ubicada entre Tesalia y Serbia siguió siendo conocida como «Macedonia», lo que de acuerdo con diversos académicos correspondería a la definición de la región más utilizada actualmente.

Cuando en 1904, gran parte de su territorio fue puesto bajo administración internacional, Macedonia estaba compartida por los distritos de Tesalónica, Monastir, Üsküb, Kosovo, Drama y Serrai. En 1912-3, el territorio fue dividido por los estados independientes balcánicos tras su victoria sobre los otomanos en la primera guerra balcánica. Las fronteras entre Grecia, Serbia y Bulgaria terminarían por definirse con los resultados de la segunda guerra balcánica y la Primera Guerra Mundial.

### Macedonia contemporánea

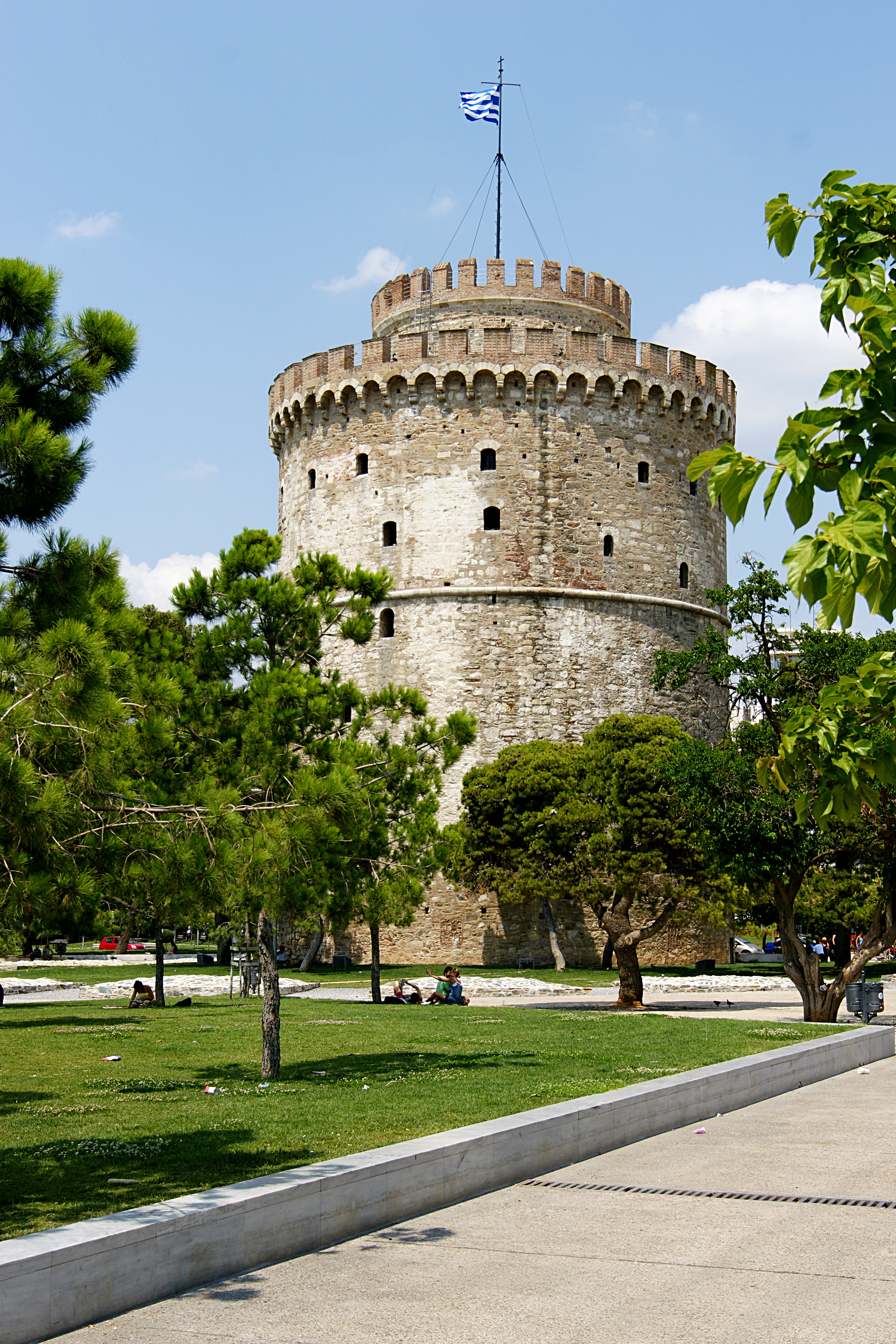
La Torre Blanca

Desde las primeras etapas de la Revolución Griega, el gobierno provisional de dicho país reclamó a Macedonia como parte del territorio nacional griego (Gran Idea), pero de acuerdo con el tratado de Constantinopla de 1832 que definió las fronteras tras su independencia del Imperio otomano, el límite norte del país estaba entre Arta y Volos, dejando fuera a Macedonia. Cuando el Imperio otomano comenzó a disolverse, Macedonia fue reclamada por todos los miembros de la denominada Liga Balcánica (Serbia, Montenegro, Grecia y Bulgaria) y por Rumania. De acuerdo con el tratado de San Stefano que terminó con la Guerra ruso-turca de 1877-8, toda la región macedónica fue incluida en Bulgaria, a excepción de la zona de Tesalónica. Sin embargo, el Congreso de Berlín de ese último año devolvió gran parte de la región al Imperio otomano.
Macedonia era una de estas regiones: fue poblada por griegos, búlgaros, serbios, albaneses, y turcos.
Grecia desde los años 1890 había comenzado a actuar allí en secreto. De nuevo, como durante la guerra de independencia o la guerra de Crimea, bandas autoproclamadas «combatientes por la libertad», "Makedonomakhoi", tomaron las armas para reclamar la unión de Macedonia al reino griego. El primer pretexto había sido la creación de un exarcado ortodoxo en Bulgaria que era parte de la competencia del Patriarcado de Constantinopla. De esta forma los "Exarquistas" eran pues búlgaros y los "Patriarquistas", griegos. El conflicto era religioso y político, con el único objetivo de obtener el control de la región. Las diversas bandas y ejércitos se organizaron. La Organización Revolucionaria Macedónica fue fundada en 1893 y fue sostenida por los búlgaros. La Ethniki Etairia, (Sociedad nacional), griega, ayudaba a Makedonomakhoi. El gobierno de Atenas les aportó una ayuda más o menos directa: Financiamiento vía sus agentes consulares, concretado por sus consejeros militares. Los cretenses participaron también en las operaciones de guerrilla (en su novela Alexis Zorba, Nikos Kazantzakis evoca las matanzas de sus héroes). Los partidarios de la unión con Grecia aumentaron poco a poco su influencia y se encontraron en posición de fuerza, lo que preparó la anexión a Grecia en el momento de las guerras balcánicas de 1912-1913.
En 1912, durante la primera guerra de los Balcanes, los otomanos fueron expulsados de la región, que pasó a estar bajo soberanía griega a partir del final de la Primera Guerra Mundial.

## Himno de la provincia de Macedonia
| Griego | Transcripción | Traducción |
| --- | --- | --- |
| Μακεδονία ξακουστή του Αλεξάνδρου η χώρα, που έδιωξες τους βάρβαρους κι ελεύθερη είσαι τώρα! ήσουν και θα ΄σαι ελληνική, ελλήνων το καμάρι, κι έμεις τα Ελληνόπουλα, σου πλέκουμε στεφάνι. Οι Μακεδόνες δεν μπορούν να ζούνε σκλαβομένοι, όλα και αν τα χάσουνε η λεφτεριά τους μένει! | Makedonía xakustí Makedonía xakustí, tu Alexándru i jóra, pu édioxes tus várvarus, ki eléferi íse tóra! ísun ke tha 'se elinikí, elínon to kamári, ki emís ta Elinópula, su plékume stefáni! I Makedónes den borún na zúne sklavoméni, óla ke an ta jásune i lefteriá tus méni! | Macedonia famosa país de Alejandro, que expulsaste a los bárbaros, y ahora eres libre. Fuiste y serás griega, orgullo de los griegos, y nosotros, los niños griegos, te trenzamos una corona. Los macedonios no pueden vivir esclavizados, podrán perderlo todo pero les queda la libertad. |

Archivo de audio
 Makedonía xakustí